# ミクソサウルス
ミクソサウルス（学名:Mixosaurus）は、約2億5000万年前から2億4000万年前にあたる中期三畳紀アニシアンからラディニアンにかけて生息していた絶滅した魚竜の属。化石はイタリア・スイス国境および中国南部から発見されている。
ミクソサウルスは1887年にジョージ・H・バウアーが命名した。名前は「混合されたトカゲ」を意味し、これはミクソサウルスがキンボスポンディルスのようなウナギ型の魚竜とイクチオサウルスのようなイルカ型の魚竜とのミッシングリンクであることに由来する。前肢の構造がイクチオサウルスのものと異なるため、バウアーはミクソサウルスを新属として命名した。
ミクソサウルスには3つの種が存在する。かつてはさらに多くの種がミクソサウルスに属しており、三畳紀の魚竜の中で最も繁栄した属と考えられていたほどであった。当時、ミクソサウルスとして同定されていた化石は中華人民共和国・ティモール・インドネシア・イタリア・ノルウェーのスピッツベルゲン島・カナダ・アメリカ合衆国のアラスカ州およびネバダ州を含めて世界中から発見されている。

## 形態

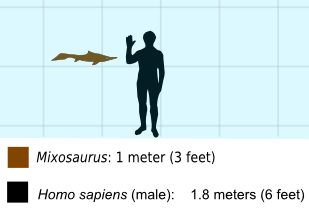
ミクソサウルスとヒトの大きさ比較

ミクソサウルスは小型から中型の魚竜であり、全長2メートルより大きく成長することはなかった。小型種に至っては全長1メートル以下であった。下にヒレが備わった長い尾を持つためミクソサウルスの遊泳速度は遅かった可能性があるが、一方で水中での安定性を高めるための背ビレが存在した。ヒレ状の四肢は4本の足指からなり、後の時代の魚竜が3本の指からヒレを構成しているのと異なっている。しかし、特筆すべきことに、通常の爬虫類よりも指の骨は数多くに独立しており、前肢は後肢よりも長大であった。これらは後の時代の魚竜に典型的な適応である。
細い顎には複数の鋭い歯が備わっており、魚類を捕食するのに理想的な形状であった。体と比較して頭部が大きいため基盤的な魚竜には似ていないが、後に出現する進化した魚竜とは類似している。腰帯の前方には約50個の椎骨が存在し、これは陸上で生活する双弓類の約2倍の数である。
長い骨の中に含有される海綿骨質が他の魚竜と比較して小規模なため、ミクソサウルスは浜辺や浅瀬を生息地にしていた可能性があるという研究結果がある。

## 種
ミクソサウルスとして同定されている種は Mixosaurus cornalianus と Mixosaurus panxianesis および Mixosaurus kuhnschnyderi の3種である。この3種には類似する特徴が全身の隅々まである一方で、歯の周囲に形態的な主要な相違点が表れている。その例として、上顎の歯溝の存在、歯の形状と大きさ、歯列の数が挙げられる。
かつての論文執筆者たちがミクソサウルスに分類していた他の種には M. atavus (Quenstedt, 1852)、M. callawayi Schmitz et al., 2004、 M. xindianensis Chen & Cheng, 2010、 M. yangjuanensis Liu & Yin, 2008がいる。

### ミクソサウルス・コーナリアヌス

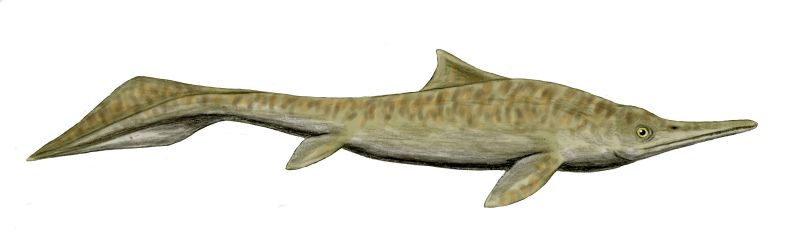
ミクソサウルス・コーナリアヌスの復元

ミクソサウルス・コーナリアヌスの標本は中部三畳系にあたるイタリア・スイス国境沿いのスイスティチーノ州およびその州のサン・ジョルジョ山から数多く発見されており、三畳紀の魚竜としては唯一繋がった完全骨格が発見された発見された魚竜である。標本は数多収集されているが、既知の標本は全て保存の過程で圧縮されているため研究は十分に進んでいない。
ミクソサウルス・コーナリアヌスは上側頭窓の拡大に起因する矢状稜を持ち、これにより顎の筋肉が強靭であったことが示唆されている。

### ミクソサウルス・パンキシャネシス
ミクソサウルス・パンキシャネシスの化石は中部三畳系にあたり中国貴州省に位置する、厚く重なった瀝青石灰岩と泥灰岩からなる関嶺層から発見されている。頭骨の最上部に沿った矢状稜など標本はミクソサウルス科の主要な特徴を持つことが判明したが、頬骨と方形頬骨の間の外部の接触が存在しないためこれは他の種でも観察できる特徴である。
繋がった骨格が発見されており、椎骨は上下の高さが前後の長さを上回っている。ジュラ紀の魚竜の椎骨は円盤状であるため、このミクソサウルス・パンキシャネシスの脊椎の形状は三畳紀前期の基盤的な魚竜とジュラ紀および白亜紀の進化した魚竜の移行段階にミクソサウルスが配置される根拠となっている。

## 分類

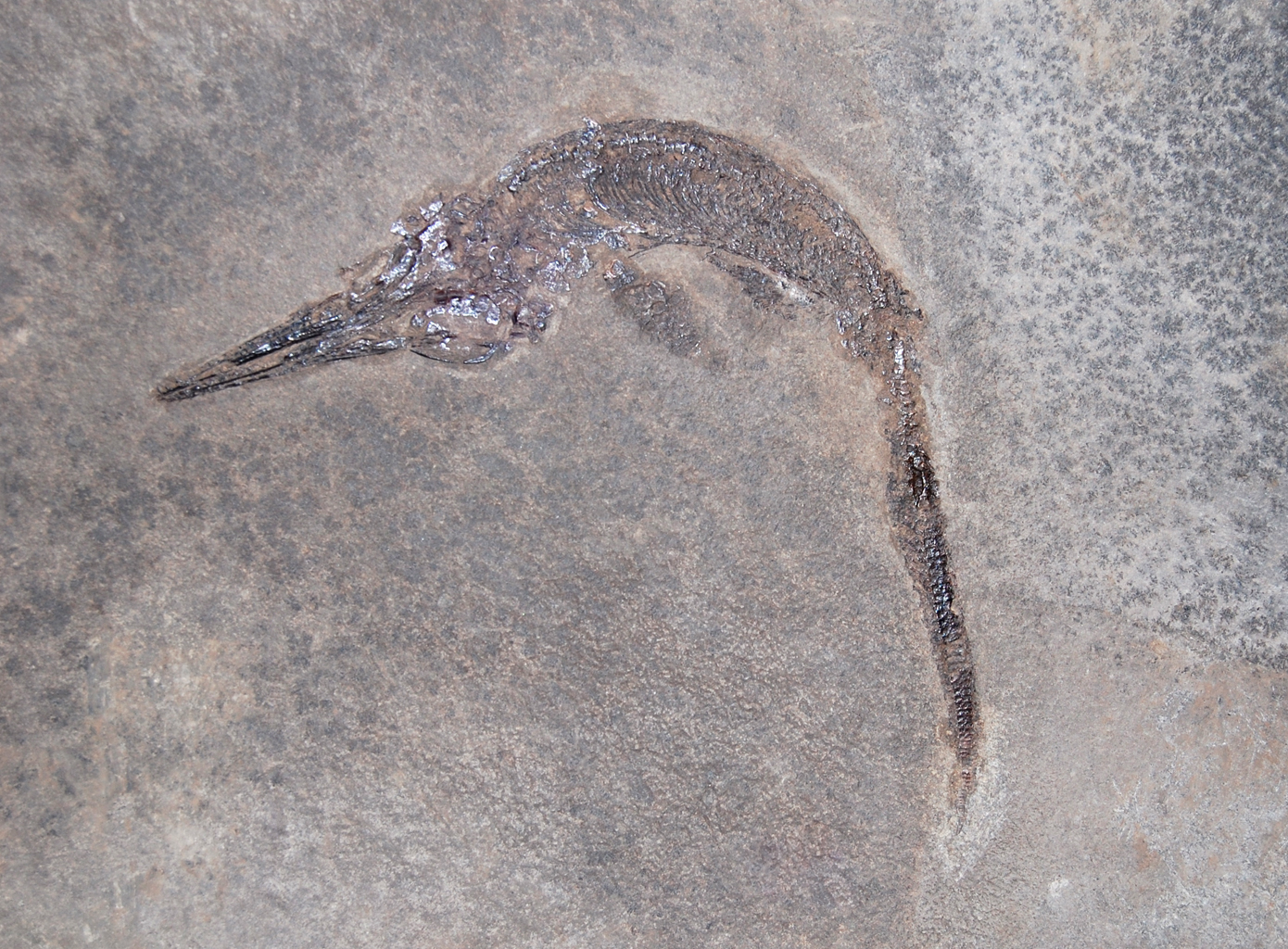
ミラノのミクソサウルス・コーナリアヌス

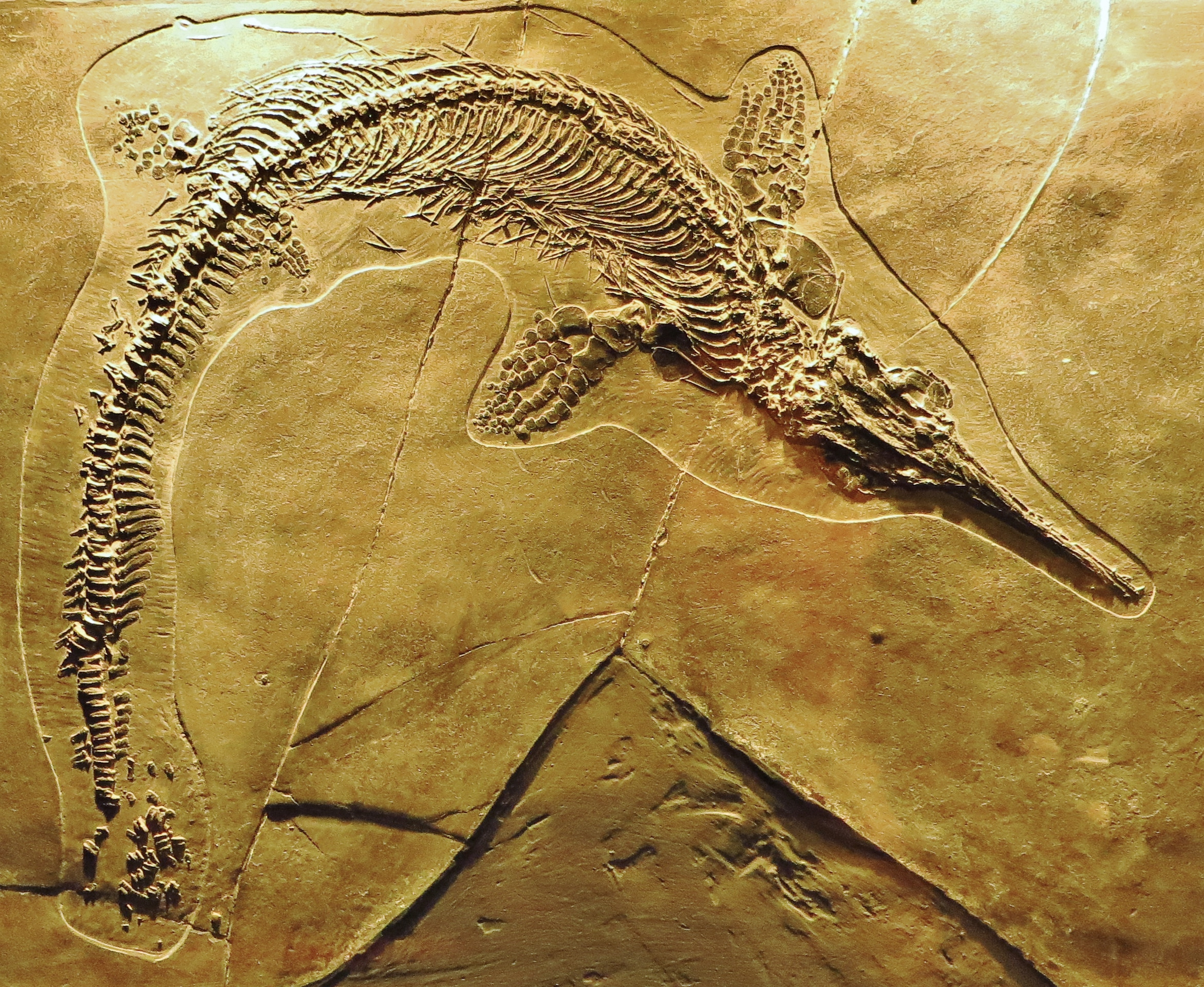
ミクソサウルス・コーナリアヌス

ミクソサウルス科の魚竜の分類学・系統学については活発な議論が繰り広げられており、ミクソサウルス亜科およびその姉妹群であるファラロドン亜科に分けられるとする説も登場している。ミクソサウルスには M. cornalianus と M. kuhnschnyderi および M. panxianensis が含まれる一方、ファラロドンには P. fraasi と P. callawayi および P. atavus が含まれる。短く幅広な上腕骨がミクソサウルス科の特徴であり、ファラロドンの特徴は上顎に歯溝が存在しないことである。ファラロドンの化石はミクソサウルスの分布した主要な地域で発見されている。
M. maotaiensis、M. helveticus、M. timorensis、M. major、M. timorensis、M. nordenskioeldiiは完全に種に分類するには記載が不十分であるとして疑問名とされた。Tholodus schmidi をミクソサウルス科に含めるべきであるとする意見もあるが、歯の部分しか発見されておらず、属レベルで分類するのは容易ではない。
クラドグラムは Motani (1999)、Maisch and Matzke (2000)、Jiang, Schmitz, Hao & Sun (2006) に基づく。分類群名と属名は Maisch (2010) に従う。
|  | バラクダサウロイデス                                                                |
|  |                                                                                     |
|  | \| \| Mixosaurus cornalianus \| \| \| \| \| \| Mixosaurus kuhnschnyderi \| \| \| \| |
|  |                                                                                     |
|  | Mixosaurus cornalianus                                                              |
|  |                                                                                     |
|  | Mixosaurus kuhnschnyderi                                                            |
|  |                                                                                     |

|  | Mixosaurus cornalianus   |
|  |                          |
|  | Mixosaurus kuhnschnyderi |
|  |                          |

|  | コンテクトパラトゥス                                                              |
|  |                                                                                   |
|  | \| \| ファラロドン・カラワイ \| \| \| \| \| \| ファラロドン・フラアシ \| \| \| \| |
|  |                                                                                   |
|  | ファラロドン・カラワイ                                                            |
|  |                                                                                   |
|  | ファラロドン・フラアシ                                                            |
|  |                                                                                   |

|  | ファラロドン・カラワイ |
|  |                        |
|  | ファラロドン・フラアシ |
|  |                        |

|  | バラクダサウロイデス                                                                |
|  |                                                                                     |
|  | \| \| Mixosaurus cornalianus \| \| \| \| \| \| Mixosaurus kuhnschnyderi \| \| \| \| |
|  |                                                                                     |
|  | Mixosaurus cornalianus                                                              |
|  |                                                                                     |
|  | Mixosaurus kuhnschnyderi                                                            |
|  |                                                                                     |

|  | Mixosaurus cornalianus   |
|  |                          |
|  | Mixosaurus kuhnschnyderi |
|  |                          |

|  | コンテクトパラトゥス                                                              |
|  |                                                                                   |
|  | \| \| ファラロドン・カラワイ \| \| \| \| \| \| ファラロドン・フラアシ \| \| \| \| |
|  |                                                                                   |
|  | ファラロドン・カラワイ                                                            |
|  |                                                                                   |
|  | ファラロドン・フラアシ                                                            |
|  |                                                                                   |

|  | ファラロドン・カラワイ |
|  |                        |
|  | ファラロドン・フラアシ |
|  |                        |

|  | バラクダサウロイデス                                                                |
|  |                                                                                     |
|  | \| \| Mixosaurus cornalianus \| \| \| \| \| \| Mixosaurus kuhnschnyderi \| \| \| \| |
|  |                                                                                     |
|  | Mixosaurus cornalianus                                                              |
|  |                                                                                     |
|  | Mixosaurus kuhnschnyderi                                                            |
|  |                                                                                     |

|  | Mixosaurus cornalianus   |
|  |                          |
|  | Mixosaurus kuhnschnyderi |
|  |                          |

|  | コンテクトパラトゥス                                                              |
|  |                                                                                   |
|  | \| \| ファラロドン・カラワイ \| \| \| \| \| \| ファラロドン・フラアシ \| \| \| \| |
|  |                                                                                   |
|  | ファラロドン・カラワイ                                                            |
|  |                                                                                   |
|  | ファラロドン・フラアシ                                                            |
|  |                                                                                   |

|  | ファラロドン・カラワイ |
|  |                        |
|  | ファラロドン・フラアシ |
|  |                        |

|  | バラクダサウロイデス                                                                |
|  |                                                                                     |
|  | \| \| Mixosaurus cornalianus \| \| \| \| \| \| Mixosaurus kuhnschnyderi \| \| \| \| |
|  |                                                                                     |
|  | Mixosaurus cornalianus                                                              |
|  |                                                                                     |
|  | Mixosaurus kuhnschnyderi                                                            |
|  |                                                                                     |

|  | Mixosaurus cornalianus   |
|  |                          |
|  | Mixosaurus kuhnschnyderi |
|  |                          |

|  | コンテクトパラトゥス                                                              |
|  |                                                                                   |
|  | \| \| ファラロドン・カラワイ \| \| \| \| \| \| ファラロドン・フラアシ \| \| \| \| |
|  |                                                                                   |
|  | ファラロドン・カラワイ                                                            |
|  |                                                                                   |
|  | ファラロドン・フラアシ                                                            |
|  |                                                                                   |

|  | ファラロドン・カラワイ |
|  |                        |
|  | ファラロドン・フラアシ |
|  |                        |